# بنکم چاندرا چترجی
بنکم چاندرا چترجی (انگلیسی: Bankimchandra Chatterjee) یا بنکم‌چاندرا چاتوپادیایی (انگلیسی: Bankimchandra Chattopadhyay CBE؛ بنگالی: বঙ্কিমচন্দ্র চট্টোপাধ্যায়؛ ۲۷ ژوئن ۱۸۳۸ ۸ آوریل ۱۸۹۴) یک نویسنده، شاعر، رمان‌نویس، جستارنویس، روزنامه‌نگار، سخنران و سیاستمدار اهل هند بود. او «وند ماتارام» را پدیدآورد که در اصل استوترا به عنوان الهه مادر در هند، به زبان سانسکریت بود و الهام بخش فعالیت‌هایی در جریان نهضت استقلال هند بود. چاتوپادیایی سیزده رمان و همچنین دنباله‌دارهای جدی، طنز، علمی و انتقادی بسیاری را به زبان بنگالی نوشت. آثار وی به‌طور گسترده به سایر زبان‌های منطقه‌ای هند و همچنین انگلیسی ترجمه شده‌است. وی مطابق با تقویم بنگالی، در سیزدهم اشارد ۱۲۴۵ به دنیا آمد.